# جغرافیای جانوری
جغرافیای جانوری، زیاگیتاشناسی یا زئوژئوگرافی (انگلیسی: Zoogeography) شاخه‌ای از علم جغرافیای زیستی است که با توزیع جغرافیایی (حال و گذشته) گونه‌های جانوران سروکار دارد.